# Equipe belga na Copa Davis
A equipe belga na Copa Davis representa a Bélgica na Copa Davis, principal competição de tênis masculina por equipes do mundo. É administrada pela Royal Belgian Tennis Federation.